# NK Garić Garešnica
NK Garić je nogometni klub iz Garešnice. U sezoni 2020./21. se natječe u 4. NL Bjelovar – Koprivnica – Virovitica.
Tijekom međuraća djelovao je kao divlji klub.